# Anaxarète

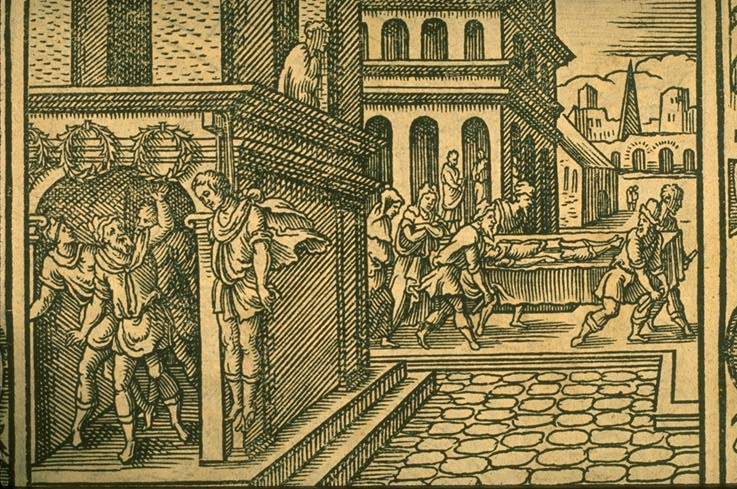
Iphis et Anaxarète, gravure de Virgil Solis (XVIe siècle).

Dans la mythologie grecque, Anaxarète (Ἀναξαρέτη en grec ancien) est une jeune fille ayant refusé son amour à Iphis, jeune homme chypriote.

## Mythe

### Résumé
Le mythe d'Anaxarète et Iphis est raconté dans les Métamorphoses d'Ovide (XIV, 698 et ss.). Il s'agit d'une jeune fille vivant à Chypre et appartenant à une famille noble qui descendait de Teucer. Iphis tombe amoureux d'elle, mais Anaxarète ne répond pas à son amour. Le jeune homme se pend alors à la porte de la jeune fille, ce qui n'émeut pas celle-ci davantage. Poussée par la curiosité, probablement, la Chypriote décide de contempler, de sa fenêtre, le cortège funèbre qui avait attiré la foule. 
C'est alors que la déesse de l'amour, Aphrodite, irritée par l'insensibilité d'Anaxarète, décide de changer celle-ci en statue de pierre, au moment même où elle se penche par la fenêtre.
Chez Ovide, l'histoire est racontée par Vertumnus, déguisé en vieille femme, qui tente de séduire Pomone. « Toutefois, quand il reprend sa forme première, il n'a nul besoin de recourir à la violence, car Pomone séduite lui tombe dans les bras ».

## Analyse

### Motif duparaclausithyron
Le motif du paraclausithyron (παρακλαυσίθυρον), en grec ancien, « lamentation devant une porte fermée », motif très fréquent dans la poésie antique gréco-latine, est au cœur du mythe d'Anaxarète et Iphis. En effet, de par le fait qu'Iphis se suicide devant la porte de sa bien-aimée, on comprend que l'entrée lui a été cruellement refusée. La porte devient alors l'objet dramatique du poème, faisant de la jeune fille une puella dura (« jeune fille dure » en latin) et d'Iphis un exclusus amator (« amoureux exclu » en latin). De plus, à la fin de l'histoire, lorsqu'Anaxarète regarde passer le cortège funèbre, sa porte est toujours fermée : elle est à l'intérieur tandis qu'Iphis, lui, reste cantonné à l'extérieur.

### Lien avec d'autres mythes
On peut comparer l'histoire d'Iphis et Anaxarète à celle d'Arcéophon et Arsinoé d'Hermésianax, légende conservée par Antoninus Liberalis : Arsinoé est également changée en pierre par Vénus, laquelle lui tient rigueur de la cruauté dont elle a fait preuve envers Arcéophon. La principale différence entre les deux légendes réside dans le mode de suicide, Arcéophon se laissant mourir de faim. On peut aussi relever qu'Ovide écourte le mythe en le concentrant sur le motif de la porte : la version grecque mentionnait la richesse du père du jeune homme et le refus du père d'Arsinoé en raison du fait qu'Arcéophon n'est pas noble et qu'il est d'origine phénicienne – chez Ovide, ces éléments sociologiques relatifs à la communauté chypriote sont exclus.

## Représentation artistique
On raconte que dans un temple à Salamine se trouvait une statue, nommée Vénus Prospiciens, ce qui signifie en latin « Vénus qui regarde en avant », statue censée représenter Anaxarète dans sa dernière posture.